# Žemliare
Žemliare (in ungherese Zsemlér) è un comune della Slovacchia facente parte del distretto di Levice, nella regione di Nitra.